# Egyed
Egyed là một thị trấn thuộc hạt Győr-Moson-Sopron, Hungary. Thị trấn này có diện tích 13,43 km², dân số năm 2010 là 536 người, mật độ 40 người/km².